# 市川一朗
市川 一朗（いちかわ いちろう、1937年4月12日 - ）は、日本の政治家。自由民主党所属。
参議院議員（3期）、農林水産副大臣（第1次小泉第2次改造内閣、第2次小泉内閣）などを歴任。

## 来歴・人物
宮城県栗原郡鶯沢町（現在の栗原市鴬沢地区）出身。仙台第一高等学校卒業後、東京大学文科一類入学。1961年、東京大学法学部（私法コース）卒業と同時に建設省に入省する。国土庁防災局長、建設省都市局長、建設省総務審議官を経て、1993年に国土事務次官に就任し、翌1994年に退官。
1995年の第17回参議院議員通常選挙に無所属（新進党推薦）で宮城県選挙区から立候補し、初当選。当選後は新進党の参議院会派である平成会に所属したものの、最後まで新進党には入党しなかった。
1997年、宮城県知事選挙で現職の浅野史郎が政党の推薦を拒否する。前回の選挙では浅野は新生党、日本新党、新党さきがけの推薦を得ていた関係から新進党党首の小沢一郎と会見を持つものの両者の溝は埋まらず、会談は決裂した。小沢は自民党宮城県連会長の三塚博とも協議し、自民、新進、公明三党の推薦を得て、市川を浅野の対立候補として擁立する事が決定。市川は知事選立候補に伴い、告示日の同年10月9日付で公職選挙法の規定により参議院議員を退職（自動失職）となった。選挙戦では無党派にターゲットを絞った浅野の戦略が奏功し、市川は落選した。
1998年の第18回参議院議員通常選挙に再び無所属（自民党宮城県連推薦）で立候補し再選。当選直後に自由民主党に追加公認された。自民党では宏池会に所属したが、加藤の乱で宏池会分裂後は堀内派→古賀派に所属した。2003年、小泉第2次改造内閣の農林水産副大臣に就任。小泉構造改革の支持者であり、参議院では郵政民営化特別委員会の筆頭理事を務めた。
2004年7月の第20回参議院議員通常選挙には初めて自民党公認で立候補し、3選。2006年9月、参議院議院運営委員長に就任。2007年、参議院沖縄及び北方問題に関する特別委員会委員長に就任。2009年、自民党水田農業振興議員連盟会長に就任した。
農林水産行政に精通するとともに、都市政策から防災、警察、法務をほか、税制など様々な分野の政策立案に携わった。
特定非営利活動法人日本防災士機構顧問。
2010年7月の第22回参議院議員通常選挙でも宮城県選挙区から自民党公認での立候補を目指していたが、自民党宮城県連が2010年1月に候補者の公募を実施し、熊谷大の擁立を決定。そのため、無所属（自民党推薦）で立候補したが、落選した。
2011年11月の秋の叙勲で旭日重光章を受章する。

## 政策
- 選択的夫婦別姓制度導入に関して、「姓はその個人の選択にまかせてよい」と述べている[4]。
- 75歳以上の者が、高齢運転者標識を付けないで普通自動車を運転することを禁止する法案[5]に対して、2007年4月18日の参議院本会議にて賛成票を投じ[6]、法案の成立に貢献した。しかし、表示義務化の施行期日である2008年6月1日が目前に迫った2008年5月20日になって、突如、自民党総務会で「後期高齢者医療問題で紛糾しているときに高齢者マークの義務化をすれば大変な問題になる。そもそも高齢者に『枯れ葉マーク』とは失礼ではないか」と、本法施行を批判したことが報じられた[7]。

## 献金
日本共産党の機関紙しんぶん赤旗に、消費者金融業界の政治団体「全国貸金業政治連盟」（全政連）からパーティー券購入などにより資金提供を受けていると報道された。

## 所属していた団体・議員連盟
- 神道政治連盟国会議員懇談会
- 日韓議員連盟